# Hervormde kerk (Asch)
De Hervormde kerk of Sint-Catharinakerk is een kerkgebouw in het Nederlandse dorp Asch, provincie Gelderland. De kerk wordt gebruikt door de Protestantse Gemeente Lingestreek

## Geschiedenis
Uit een grondtransactie in 1335 tussen Lambert van Buren en de abdij van Marienweerd blijkt dat er in Asch toen een kerk of kapel stond. De huidige kerk lijkt in de 15e eeuw gesticht te zijn als een kapel door hertog Reinoud IV van Gelre of zijn opvolger Arnold van Egmont. De hertogen van Gelre bezaten niet alleen het patronaatsrecht voor de kapel in Asch, maar hun verbondenheid blijkt ook uit de gekozen schutspatrones Catharina, die bij de Gelderse hertogen immers in hoog aanzien stond. In de tweede helft van de 15e eeuw is de kapel verheven tot parochiekerk.
In 1505 blijkt er sprake van een kerspel Asch te zijn. In de jaren 1518-1519 vermelden de rekeningen van de Utrechtse dom een parochie in Asch.
Begin 16e eeuw is aan de bestaande kerk een nieuw koor toegevoegd. Aan het Utrechts domkapittel werd gevraagd om als bijdrage aan dit nieuwe koor een gebrandschilderd raam te schenken; aan dit verzoek werd voldaan.
De kerk van Asch behoorde lange tijd tot de parochie van Buren, maar werd na de reformatie zelfstandig. De eerste predikant werd in 1616 benoemd. In 1663 werd een pastorie geopend.
In 1609 werd de kerk door oorlogshandelingen zwaar beschadigd. Het duurde een aantal jaar voordat er voldoende geld bijeen was gehaald om de schade te herstellen.
Zowel in 1809 als in 1820 vonden er watersnoodrampen plaats. De kerk diende hierbij als toevluchtsoord. Na de watersnood van 1820 werden zowel de kerk als de pastorie buiten gebruik gesteld, en wegens een te gering aantal gelovigen werd de parochie Asch tot 1840 samengevoegd met die van Buren.
In 1822 kwam er een Koninklijk Besluit om van de kerk een schuilplaats te maken voor watersnoodrampen. Het koor zou dan een verhoogde vloer krijgen en worden voorzien van twee schoorstenen. De toren moest worden afgebroken. Ook het schip zou grotendeels verdwijnen, maar er zou nog wel voldoende van de muren overblijven om als bergplaats voor vee en voedsel te kunnen dienen. Een jaar later werd het besluit echter weer teruggedraaid en werd volstaan met het afbreken van de toren, het aanbrengen van een nieuwe dak en kap, en het ophangen van een noodklok. In 1858 is een dakruiter geplaatst in de vorm van een koepeltorentje.

## Beschrijving
Het eenbeukige, bakstenen schip is in de tweede helft van de 15e eeuw opgetrokken. Vermoedelijk zijn zowel het schip als de toren tegen het koor van de oudere kapel aan gebouwd, toen deze werd verheven tot parochiekerk. Nog vóór 1516 is het huidige koor gebouwd. De muren van het schip zijn in 1878 verhoogd.
In de dakruiter is een klokkenstoel met klok aanwezig, gemaakt in 1823 door Petit en Fritsen.
In de kerk bevindt zich een orgel uit 1896, gebouwd door Michaël Maarschalkerweerd.
Het kerkgebouw is volledig bepleisterd.